# Анаспидиды
Анаспидиды (лат. Anaspididae) — семейство жуков (Coleoptera) из надсемейства Тенебрионоидные.

## Описание
Сходны с представителями семейства Горбатки (Mordellidae).

## Систематика
В России — 25 видов.
Иногда включается в ранге подсемейства Anaspidinae Mulsant, 1856 в состав семейства Scraptiidae Mulsant, 1856.
- Anaspidini
  - Akentra — Anaspis — Cryptanaspis — Cyrtanaspis — Striganaspis — Zoianaspis
- Anaspimordini
  - Anaspimorda
- Menuthianaspidini
  - Menuthianaspis
- Pentariini
  - Anaspella
  - Diclidia
  - Ectasiocnemis
  - Naucles
  - Pentaria
  - Pseudopentaria
  - Rhabdanaspis
  - Sphingocephalus
  - Striganaspella
- incertae sedis
  - Argyrabdera
  - Rytocnemis